# آندیلامنا (شهر)
آندیلامنا (به لاتین: Andilamena) یک منطقهٔ مسکونی در ماداگاسکار است که در آندیلامنا واقع شده‌است. آندیلامنا ۳۷٬۲۲۹ نفر جمعیت دارد و ۹۳۲ متر بالاتر از سطح دریا واقع شده‌است.